# Fantastic Four (2015)
Fantastic Four (gestileerd als Fant4stic) is een Amerikaanse sciencefictionfilm uit 2015 onder regie van Josh Trank. De film is gebaseerd op de stripboekenserie Fantastic Four van Marvel Comics. Het is de vierde live-action film over dit superheldenteam, en de derde die door 20th Century Fox wordt uitgebracht. De film heeft geen banden met de vorige 2 Fantastic Four-films van 20th Century Fox, maar dient als een reboot van de filmreeks.

## Verhaal
Jeugdvrienden Reed Richards en Ben Grimm werken al jaren samen aan een teleportatie-apparaat. Hun project trekt uiteindelijk de aandacht van professor Franklin Storm, hoofd van de Baxter Foundation (een door de overheid gesponsord onderzoeksinstituut voor jonge genieën). Reed wordt uitgenodigd voor Storm te komen werken en samen met diens kinderen, Sue en Johnny Storm, en Storm’s norse leerling Victor Von Doom, de "Quantum Gate", die toegang moet geven tot parallelle universums, te voltooien.
Het eerste experiment is een succes en supervisor Dr. Allen stelt een groep astronauten samen om als eerste door de poort te gaan naar een dimensie genaamd "Planet Zero". Teleurgesteld dat ze niet zelf hun eigen project mogen uitproberen, besluiten Reed, Johnny en Victor buiten Allen’s weten om de poort uit te testen. Reed weet Ben zover te krijgen dat hij ook meegaat. Eenmaal door de poort belanden ze in een wereld vol onaardse substanties en materie. Victor probeert een staal van materie mee te nemen, maar ontketend zo een instorting en een uitbarsting van groene lava. Reed, Johnny en Ben kunnen ontkomen dankzij Sue, die ontdekte waar ze waren, maar Victor blijft op Planet Zero achter. De "Quantum Gate" explodeert, en samen met de materie uit Planet Zero veranderd dit de genetica van het viertal waardoor ze superkrachten krijgen. Wanneer de overheid dit ontdekt, wordt het viertal in quarantaine geplaatst voor onderzoek. Reed weet te ontsnappen en begint te zoeken naar een manier om zichzelf en zijn vrienden weer normaal te maken, terwijl hij uit handen van de overheid probeert te blijven.
Een jaar later wordt Reed door Sue, Ben en Johnny, die inmiddels zijn ingelijfd bij het leger, aangetroffen in Zuid-Amerika. Ze hebben hun krachten inmiddels onder controle dankzij speciale pakken, waarvan Reed er ook 1 krijgt. Reed wordt door zijn drie vrienden naar Area 57 gebracht, waar dr. Allen hem opdracht geeft de poort naar Planet Zero te heropenen in ruil voor de middelen die Reed nodig heeft om een geneesmiddel te vinden. Eenmaal op Planet Zero ontdekt een nieuwe groep verkenners Victor, die nog blijkt te leven maar nu versmolten is met zijn ruimtepak en zelf ook superkrachten gekregen heeft (waaronder telepathie en macht over de elementen). Ze brengen hem terug naar de aarde. Victor blijkt door zijn jaar op Planet Zero compleet doorgedraaid, en is van mening dat hij de mensheid moet uitroeien en naar zijn eigen voorbeeld moet herscheppen.
Victor doodt Dr. Allen en professor Storm, en keert terug naar Planet Zero, achtervolgd door Ben, Johnny, Reed en Sue. Daar blijkt dat hij zelf een tweede poort heeft gebouwd waarmee hij de aarde hoopt te verwoesten. Een gevecht tussen Victor en de vier helden volgt, waarbij Victor uiteindelijk omkomt wanneer Ben hem in de energiestraal van zijn eigen portaal gooit. De aarde is gered en het viertal wordt als helden onthaald. Het Amerikaanse leger geeft hen een eigen basis en de groep hernoemt zichzelf tot "Fantastic Four".

## Rolverdeling
| Acteur            | Personage                        |
| ----------------- | -------------------------------- |
| Miles Teller      | Reed Richards / Mister Fantastic |
| Kate Mara         | Sue Storm / The Invisible Woman  |
| Michael B. Jordan | Johnny Storm / The Human Torch   |
| Jamie Bell        | Ben Grimm / The Thing            |
| Toby Kebbell      | Victor von Doom / Doctor Doom    |
| Reg E. Cathey     | Dr. Franklin Storm               |
| Tim Blake Nelson  | Harvey Elder                     |

## Productie
In augustus 2009 kondigde 20th Century Fox aan bezig te zijn met een reboot van de Fantastic Four-filmserie. Akiva Goldsman was aangenomen als producer en Michael Green als scriptschrijver. Destijds werden acteurs Adrien Brody en Jonathan Rhys Meyers benaderd voor de rol van Mr. Fantastic, en Kiefer Sutherland voor Het Ding.
In juli 2012 werd Josh Trank aangenomen als regisseur, en Jeremy Slater als nieuwe scripschrijver. In februari 2013 sloot Matthew Vaughn zich bij het project aan als producer. In oktober dat jaar kwam Simon Kinberg erbij als co-schrijver en producent. Volgens Kinberg zou de film een realistischere ondertoon krijgen, en meer gericht zijn op de personages dan de vorige Fantastic Four-films. Ook werden plannen onthuld om de film plaats te laten vinden in hetzelfde fictieve universum als de X-Men films, maar in de uiteindelijke film is hier niks van te merken en op 4 augustus 2015 werd bekend dat dit plan is afgeblazen. Trank liet zich voor de film sterk inspireren door David Cronenberg, en de films Scanners en The Fly.
In januari 2014 voltooide Kinberg het script. Miles Teller, Kit Harington, Richard Madden en Jack O'Connell deden auditie voor de rol van Reed Richards, voordat deze uiteindelijk naar Teller ging. Kate Mara, Saoirse Ronan, Margot Robbie en Emmy Rossum deden auditie voor Susan Storm. In februari 2014 werd bekend dat Michael B. Jordan gecast was als Johnny Storm/Human Torch, en Mara als Sue Storm. Voor de rol van Dr. Doom werden Sam Riley, Eddie Redmayne, en Domhnall Gleeson overwogen. In april 2014 onderhandelde Tim Blake Nelson met 20th Century Fox voor de rol van Harvey Elder.
Productie van Fant4stic begon met een budget van 122 miljoen dollar. Op 5 mei 2014 werden de eerste proefopnames gemaakt bij het Celtic Media Centre in Baton Rouge, Louisiana. De opnames duurden in totaal 72 dagen. Voor de speciale effecten in de film werd vooral gebruikgemaakt van OTOY om de kosten te drukken. Er waren plannen om de film ook te converteren naar 3D, maar Trank was tegen dit plan.

## Muziek
In januari 2015 werd Marco Beltrami ingehuurd om de filmmuziek te componeren. Hip-hop artiest El-P componeerde het lied voor de aftiteling. Om de film verder te promoten, namen Kim Nam-joon en Mandy Ventrice de single "Fantastic" op.

## Uitgave en ontvangst
In januari 2015 werd de eerste teaser trailer voor de film uitgebracht, en werd over het algemeen positief ontvangen door kijkers. Graeme McMillan van The Hollywood Reporter gaf op basis van de trailer de film reeds een goede beoordeling. De trailer werd de best bekeken trailer in de geschiedenis van 20th Century Fox, een record dat voorheen in handen was van de trailer voor X-Men: Days of Future Past. In april 2015 volgde een tweede trailer.
De wereldpremière van Fantastic Four was op 4 augustus 2015 in de Williamsburg Cinemas in New York. Op 7 augustus ging de film in Amerikaanse bioscopen in première.
De eerste recensies voor Fantastic Four waren matig tot negatief. Op Rotten Tomatoes kreeg de film van slechts 9% van de recensenten een goede beoordeling. Vooral het verhaal, het gebrek aan dynamiek tussen de acteurs, en het feit dat de film een grimmige verfilming was van een toch vooral humoristische strip, werd bekritiseerd. Brian Lowry van Variety noemde de film een technische vooruitgang ten opzichte van de vorige film, maar vond de film verder matig. Daarentegen werd de film door David Jenkins van Little White Lies juist geprezen voor het feit dat qua stijl en toon de film duidelijk anders is dan andere recente superheldenfilms.

## Prijzen en nominaties
In 2015 won Fantastic Four de CinemaCon Ensemble Award